# Ella Baker
Ella Josephine Baker (Norfolk, 13 dicembre 1903 – New York, 13 dicembre 1986) è stata un'attivista statunitense per i diritti civili e i diritti umani.
Fu un'organizzatrice sempre dietro le quinte di grandi eventi, con una carriera che ha attraversato cinque decenni. Lavorò a fianco di alcuni dei più famosi leader per i diritti civili del Novecento, tra cui WEB Du Bois, Thurgood Marshall, A. Philip Randolph e Martin Luther King, Jr. Fu anche mentore di molti attivisti emergenti quali Diane Nash, Stokely Carmichael, Rosa Parks e Bob Moses. Sosteneva la democrazia radicale e per le sue azioni è stata definita "una dei più importanti leader afroamericani del XX secolo e la donna più influente nel movimento per i diritti civili".

## Vita e carriera
Ella Jo Baker nacque a Norfolk, in Virginia, e fu cresciuta da Georgiana e Blake Baker, i suoi genitori. Quando aveva sette anni, la sua famiglia si trasferì nella città natale di sua madre di Littleton, nelle zone rurali del Nord Carolina. Da ragazza, Baker ascoltava la nonna raccontare storie di rivolte di schiavi. La nonna materna di Ella, Josephine Elizabeth "Bet" Ross, fu minacciata di flagellazione per aver rifiutato di sposare un uomo scelto per lei dal padrone.
Baker frequentò la Shaw University a Raleigh, Carolina del Nord, laureandosi come valedictorian nel 1927 all'età di 24 anni. Mentre era una studentessa, sfidò le politiche scolastiche che riteneva ingiuste. Dopo la laurea, si trasferì a New York City. Nel 1929-1930 fu un membro del personale editoriale dell'American West Indian News, andando a prendere il posto di assistente di redazione presso la Negro National News. Nel 1930 George Schuyler, all'epoca un giornalista nero ed anarchico (e più tardi un conservatore convinto), fondò la Young Negroes' Cooperative League (YNCL), che cercò di sviluppare il potere economico dei neri attraverso una pianificazione collettiva. Dopo aver fatto amicizia con Schuyler, Baker si unì al gruppo nel 1931 e presto ne divenne direttrice nazionale.
Lavorò anche per il Worker's Education Progress e per la Works Progress Administration, dove tenne dei corsi di base, lezioni sulla storia del lavoro e su quella afroamericana. La Baker si immerse nell'ambiente culturale e politico di Harlem a partire dal 1930. Protestò contro l'invasione dell'Etiopia da parte dell'Italia e sostenne la campagna per liberare gli imputati di Scottsboro, in Alabama – un gruppo di giovani uomini neri accusati di aver violentato due donne bianche.
Fondò, inoltre, il Negro History Club presso la biblioteca di Harlem e frequentò regolarmente lezioni ed incontri annessi alla YWCA. Durante questo periodo, sposò e andò a convivere con il suo fidanzato dai tempi del college, TJ (Bob) Roberts. Stranamente, molte persone non sapevano che si fosse sposata. Gli orari di lavoro li tenevano spesso in disparte e portarono le loro strade a dividersi, con la firma delle carte di divorzio nel 1958. La sua vita ad Harlem era molto eccitante e l'amicizia con lo studioso e futuro attivista John Henrik Clarke e lo scrittore ed avvocato per i diritti civili Pauli Murray durò tutta la vita. Il "Rinascimento di Harlem" influenzò molti pensieri ed insegnamenti della Baker, che sostenne per molto tempo l'azione locale come strumento di cambiamento. La sua enfasi su un approccio, un po' rudimentale, alla lotta per la parità dei diritti colpì' il mondo intero e fu di successo ed ispirazione per il moderno movimento dei diritti civili.